# 绿星额蜂鸟
绿星额蜂鸟（学名：Coeligena conradii）是蜂鸟科星额蜂鸟属的一种。它分布于哥伦比亚至委内瑞拉西北部特鲁希略省和梅里達一带的东安第斯山脉地区，在其分布范围内为留鸟。

## 分类
世界鸟类学家联合会（IOC）、Clements、世界鸟类手册（HBW）都承认锈胸星额蜂鸟是独立物种，美国鸟类学会的南美洲分类委员会将其视为领星额蜂鸟的一个亚种，但也在提议将其承认为单独的物种。
绿星额蜂鸟是单型物种，没有亚种分化。